# Punta Nacella
Punta Nacella ist eine Landspitze im Norden der Livingston-Insel im Archipel der Südlichen Shetlandinseln. Auf der Westseite des Kap Shirreff, dem nördlichen Ausläufer der Johannes-Paul-II.-Halbinsel, liegt sie am nördlichen Ende des Playa El Remanso.
Wissenschaftler der 45. Chilenischen Antarktisexpedition (1990–1991) benannten ihn nach der hier weit verbreiteten Meeresschnecken der Gattung Nacella.